# Assedio di Itami (1579)
L'assedio del castello di Itami (伊丹城の戦い?, Itami-jō no Tatakai), chiamato anche l'assedio del castello di Arioka (有岡城の戦い?), avvenne durante il periodo Sengoku, nel 1579, cinque anni dopo la conquista del castello stesso da parte di Oda Nobunaga dal clan Itami e che fu all'epoca assegnato a Araki Murashige.
Murashige nel 1578, appoggiato dal clan Mōri, guidò una ribellione contro Nobunaga assieme a Takayama Ukon e Nakagawa Kiyohide. Anche gli Saika Ikki si unirono a Murashige opponendosi a Nobunaga nel resto della provincia. Quando Nobunaga marciò contro il castello di Arioka, Murashige si barricò nella fortezza nel suo castello che venne assediato dalle truppe Oda guidate da Toyotomi Hideyoshi. La difesa del castello durò circa un anno dopodiché alcuni Ukon e Kiyohide tradirono Murashige e si unirono agli Oda, aiutarono gli uomini di Hideyoshi a conquistare la cittadella attorno al castello e a riempire gradualmente il fossato del castello rendendo inevitabile la caduta della fortezza.
Murashige scappò nelle terre del clan Mōri e visse il resto della sua vita come discepolo Cha no yu di Sen no Rikyū.